# الشياطين (فلم)
الشياطين  هو فيلم مصري من إنتاج 2007 من تاليف وإخراج أحمد أبو زيد .

## ملخص الاحداث
تدور قصة الفيلم حول المجموعة القصصية المعروفة ( الشياطين ال13 ) البوليسية الشهيرة للكاتب محمود سالم في إطار تشويقي اكشن ملي بلأحداث التي تجذب المشاهد المصري والعربي وتم تصوير أجزاء من الفيلم بمدينه شرم الشيخ والمتحف المصري وشوارع القاهرة.
تدور الأحداث حول فريق الشياطين الأمني الذي تفرق ويسعي اعضاؤه للتجمع مجددا حيث ويدخلون في عدة مغامرات مثيرة وفكرة الفريق أنه يضم 13 شاب وفتاة كل منهم يمثل بلدا عربيا يقفون في وجه المؤامرات الموجهة إلي الوطن العربي. مقرهم السري داخل أحد الكهوف وهم جميعا يجيدون عدة لغات وفي كل مغامره يشترك خمسة أو سته فقط منهم تحت قيادة زعيمهم الغامض (رقم صفر) الذي لم يره أحد.

## الشخصيات
- شريف منير : (أحمد)
- جومانا مراد : (إلهام)
- دوللي شاهين : (رنا)
- باسل خياط : (فهد)
- خالد زكي : (كمال)
- طلعت زين : (البروف)
- سعيد طرابيك
- عمرو مهدي	: (شون)
- لانا سعيد	: (دينا)
- تامر شلتوت : (بوعمير)
- هاني حسن : (إبراهيم)
- محمد علاء

## روابط خارجية
- مقالات تستعمل روابط فنية بلا صلة مع ويكي بيانات